# Amoebidium
Amoebidium — рід грибів родини Amoebidiaceae. Назва вперше опублікована 1861 року.

## Класифікація
До роду Amoebidium відносять 8 видів:
- Amoebidium appalachense
- Amoebidium australiense
- Amoebidium colluviei
- Amoebidium fasciculatum
- Amoebidium parasiticum
- Amoebidium poissoni
- Amoebidium poissonii
- Amoebidium recticola